# Харолд Инис
Харолд Адамс Инис (5. новембар 1894 - 8. новембар 1952) канадски професор политичке економије Универзитета у Торонту и аутор семиналних радова на пољу медија, теорије комуникације и канадске економске историје.
Инисови списи на пољу комуникације истражују улогу медија у обликовању културе и развитка цивилизације. Расправљао је, на примјер, да је баланс између говорних и писаних форми комуникације доприњео цвијетању грчке цивилизације у 5. вијеку п. н. е.
Инис је испитивао успон и пад древних цивилизација као начин праћења ефеката комуникационих медија и тиме се сврстао у групу медијацентрично орјентисаних теоретичара. Покушао је да докаже да медијска пристрасност према времену или простору утиче на сложене међусобне односе потребне за одржавање империје. 
Као руководилац одсјека за политичку економију Универзитета у Торонту, радио је на стварању канадског научног кадра, тако да се универзитет не мора више ослањати на британске или америчке професоре који нису упознати са канадском историјом и културом. Инис је такође покушао да одбрани универзитете од политичких и економских притисака и утицаја. Вјеровао је да независни универзитети дјелују као центар критичке мисли и да су они есенција преживљавања Западне цивилизације.